# Szántó Tamás
Szántó Tamás (Sopron, Magyarország, 1996. február 18. –) magyar utánpótlás válogatott labdarúgó.

## Pályafutása

### Korai évek
Szántó Tamás 2010-ig a Sopron korosztályos csapataiban nevelkedett, majd innen került Ausztriába, a Rapid Wien akadémiájára, és már tizennyolc évesen profi szerződést kapott. Az első szezonja nem sikerült túl fényesre, hiszen még nem beszélt németül, ami  nehézséget okozott, ezenkívül az sem volt egyszerű, hogy mindennap kocsival ment Bécsbe, edzésre Sopronból. Ekkor egyébként már együtt dolgozott későbbi pályaedzőjével, a Bayern München és a német válogatott egykori sztárjával, Carsten Janckerrel. A középpálya közepén szerepelt, támadófelfogásban, irányítóként nyújtotta a legjobb teljesítményt.

### Rapid Wien
A felnőtt csapatban 2016. július 31-én mutatkozott be, az Altach elleni bajnokin a 63. percben állt be csereként. Négy nappal később a nemzetközi porondon is bemutatkozott, a 80. percben cserélték be a FK Tarpeda Zsodzina elleni Európa-liga mérkőzésen. Első gólját a Sturm Graz ellen szerezte szeptember 9-én, majd a következő fordulóban a Mattersburg ellen ismét betalált. Alapembere lett a bécsi csapatnak, következő gólját október 29-én lőtte az Admirának. 2017. április 30-án újabb gólt szerzett az Admira ellen, de csapata 3–2-es vereséget szenvedett. Május 24-én, a bajnokság 34. fordulójában a Rapid az ő góljával verte 1–0-ra a Sturm Grazot, Szántót azonban az 54. percben le kellett cserélni térdszalag sérülés miatt. Az Osztrák Kupa döntőjében a Rapid a Red Bull Salzburggal játszott, és szenvedett 2–1-es vereséget. Szántó kezdőként 73 percet játszott.
A 2017-2018-as bajnokság első két mérkőzését ágyéksérülés miatt kellett kihagynia, majd sérvvel operálták. Október elején tért vissza, az SV Zwentendorf elleni felkészülési mérkőzésen gólt is lőtt. Tétmérkőzésen a 22. fordulóban játszott újra, ekkor a 66. percben cserélték be az Admira ellen 2–1-re elveszített találkozón.
2018. március 22-én térdműtéten esett át. Rehabilitációja több mint egy évet vett igénybe, sérülése után 2019 márciusának végén edzhetett újra együtt a Rapid első csapatával, de miután újabb műtétek vártak rá, az egész 2019-2020-as idényt is kihagyni kényszerült.
2021 áprilisában 25 évesen folyamatos sérülése miatt felhagyott a profi labdarúgással. Ezt követően a klub utánpótlás akadémiáján kezdett dolgozni.

## A válogatottban
Tagja volt a magyar U20-as válogatott 35 fős bő keretének, amely a 2015-ös U20-as labdarúgó-világbajnokságra készült. Végül nem került be a szűkítés során a kiutazó keretbe.
2016 szeptemberében meghívót kapott az magyar U21-es válogatottba. 2017 márciusában újra az U21-es csapatban számított rá Michael Boris.

## Családja
Édesapja, Szántó Csaba szintén profi labdarúgó volt, a Rába ETO és a Sopron színeiben játszott a magyar élvonalban.

## Sikerei, díjai
Rapid Wien
- Osztrák Kupa
  - Döntős: 2016-17

## Statisztika
2018. március 18-i állapot szerint.
| Klub             | Szezon   | Bajnokság | Bajnokság | Kupa  | Kupa | Nemzetközi | Nemzetközi | Összesen | Összesen |
| Klub             | Szezon   | Mérk.     | Gól       | Mérk. | Gól  | Mérk.      | Gól        | Mérk.    | Gól      |
| ---------------- | -------- | --------- | --------- | ----- | ---- | ---------- | ---------- | -------- | -------- |
| SK Rapid Wien II | 2013-14  | 12        | 5         | 0     | 0    | -          | -          | 12       | 5        |
| SK Rapid Wien II | 2014-15  | 21        | 4         | 0     | 0    | -          | -          | 21       | 4        |
| SK Rapid Wien II | 2015-16  | 24        | 10        | 0     | 0    | -          | -          | 24       | 10       |
| SK Rapid Wien II | Összesen | 57        | 19        | 0     | 0    | 0          | 0          | 57       | 19       |
| SK Rapid Wien    | 2015-16  | 0         | 0         | 0     | 0    | 0          | 0          | 0        | 0        |
| SK Rapid Wien    | 2016-17  | 29        | 5         | 5     | 0    | 4          | 0          | 38       | 5        |
| SK Rapid Wien    | 2017-18  | 6         | 0         | 2     | 0    | -          | -          | 8        | 0        |
| SK Rapid Wien    | Összesen | 35        | 5         | 7     | 0    | 4          | 0          | 46       | 5        |
| Összesen         | Összesen | 92        | 24        | 7     | 0    | 4          | 0          | 103      | 24       |